# Viticoltura in Liguria
La viticoltura in Liguria è l'insieme delle attività di coltivazione di uva e produzione di vino svolte nella regione.

## Storia
In Liguria, la vite risale all'epoca romana. I vini liguri vennero citati da Plinio il Vecchio e le prime coltivazioni furono degli Etruschi. Nel commercializzare a Genova e nella Repubblica Marinare, ha dato un buon segnale. Nel 1500 le viti ligure si distinguevano per la loro qualità e fino alla scoperta del vitigno Albarola. A inizio '800 ci furono tante varietà di vini e uva, tra cui il Vermentino che l'Albarola. Nella regione si contavano quasi 300 vitigni, purtroppo alla fine del secolo li hanno ridotti. Le condizioni per coltivare, non sono estese e per questo è costituita da cantine piccole e con produzioni limitate.

## Zone di produzione

### Colli di Luni
Nella zona Colli di Luni si produce l'uva bianca Vermentino, usato per la produzione del Colli di Luni Bianco, al quale si aggiunge il Trebbiano Toscano. Il Colli di Luni Rosso è invece prodotto con Sangiovese, Canaiolo Nero, Ciliegiolo, Pollera Nera e Cabernet Sauvignon.

### Le Cinque Terre
Nelle Cinque Terre, prende il nome da cinque città che si affacciano sul Mar Ligure. In questa zona i vini bianchi secchi sono fatti dai vitigni Bosco, Albarola e Vermentino e c'è anche il raro Sciacchetrà, lasciato appassire sul campo.

### Val Polcevera e del Tigullio
I vini prodotti qui sono fatti con l'uva Bianchetta Genovese. 

### Riviera di Ponente
Questa zona, si distingue perché si producono vini rossi dai vitigni Rossese, Ormeasco (Dolcetto) e Ciliegiolo. Il Rossese è uno dei vitigni fruttati e poco aggressivi. Dai vini bianchi invece si fa il DOC Riviera di Ponente dai vitigni Vermentino e il Pigato.

## Vitigni

### Autoctoni
| Vitigno                  | Bacca       | Descrizione | Immagine |
| ------------------------ | ----------- | --- | -------- |
| Albarola                 | Bianca      | anch'essa coltivata nel Levante, può essere usata in uvaggio col Bosco nelle due DOC sopra citate. |          |
| Alicante                 | Nera        | |          |
| Barbera                  | Nera        | |          |
| Bianchetta Genovese      | Bianca      | vitigno autoctono coltivato nel Genovesato e nel golfo del Tigullio, che caratterizza i vini bianchi della val Polcevera, freschi, aciduli, fruttati e poco corposi. |          |
| Bosco                    | Bianca      | coltivato nel Levante ligure, che entra a far parte della DOC Cinque Terre e Cinque Terre Sciachetrà. |          |
| Ciliegiolo               | Nera        | |          |
| Granaccia                | Bianca      | coltivata nella zona di Quiliano nel Savonese, è un clone dell'Alicante e della Grenache, nonché del Cannonau sardo. Entra a far parte dell'IGT Colline Savonesi. |          |
| Lumassina                | Nera        | coltivata nel Genovesato e nel Savonese. |          |
| Moscato                  | Nera/Bianca | coltivato nel golfo del Tigullio e facente parte della DOC Golfo del Tigullio Moscato. |          |
| Ormeasco                 | Nera        | un clone del Dolcetto piemontese, coltivato nella stessa zona del Rossese. |          |
| Pigato                   | Bianca      | vitigno autoctono (clone del Vermentino) coltivato nella Riviera di Ponente, che dà vini freschi, di buona struttura e con un aroma piacevolmente minerale e di erbe aromatiche. |          |
| Rollo                    | Bianca      | coltivato nel Genovesato. |          |
| Rossese                  | Nera        | coltivato a Dolceacqua e nella Riviera di Ponente, il cui vino è un rosso di medio corpo con aromi di frutta e spezie. |          |
| Sangiovese               | Nera        | |          |
| Scimiscià                | Bianca      | |          |
| Vermentino               | Bianca      | vitigno coltivato in tutte le zone vinicole liguri, oltre che in Sardegna e Toscana. Il vermentino ligure, che entra a far parte di tutte le DOC della regione in varie percentuali, produce vini freschi, aciduli, e caratterizzati da un aroma minerale (specialmente nel Ponente) e floreale o fruttato (nel Levante). |          |
| Vermentino a bacca rossa | Rossa       | |          |

### Alloctoni
- Merlot

## Vini

### DOCG
In Liguria non si producono vini DOCG.

### DOC
- Cinque Terre (Bianco) prodotto nella provincia della Spezia; con l'eventuale indicazione delle sottozone
  - Costa de Sera (Bianco)
  - Costa de Campu (Bianco)
  - Costa de Posa (Bianco)
- Cinque Terre Sciachetrà (Bianco nelle tipologie normale e Riserva) prodotto nella provincia di La Spezia;
- Colli di Luni (Bianco; Rosso nelle tipologie normale e Riserva); con indicazione del vitigno: Vermentino (Bianco); DOC interregionale prodotta nelle province di La Spezia (Liguria) e di Massa-Carrara (Toscana)
  - Colli di Luni bianco
  - Colli di Luni rosso
  - Colli di Luni rosso riserva
  - Colli di Luni Vermentino
- Colline di Levanto (Bianco; Rosso nelle tipologie normale e Novello) prodotto nella provincia di La Spezia
  - Colline di Levanto bianco
  - Colline di Levanto novello
  - Colline di Levanto rosso
- Golfo del Tigullio-Portofino (Bianco nelle tipologie normale, Spumante, Frizzante e Passito; Rosato nelle tipologie normale e Frizzante; Rosso nelle tipologie normale, Frizzante e Novello); con indicazione del vitigno: Bianchetta Genovese (Bianco); Moscato (Bianco nelle tipologie normale e Passito); Vermentino (Bianco); Ciliegiolo (Rosso); prodotto nella provincia di Genova
  - Golfo del Tigullio bianco
  - Golfo del Tigullio bianco frizzante
  - Golfo del Tigullio Moscato passito
  - Golfo del Tigullio novello
  - Golfo del Tigullio passito
  - Golfo del Tigullio rosato
  - Golfo del Tigullio rosato frizzante
  - Golfo del Tigullio rosso
  - Golfo del Tigullio rosso frizzante
  - Golfo del Tigullio spumante
- Riviera Ligure di Ponente (Bianco; Rosso); con indicazione del vitigno: Pigato (Bianco), Rossese (Rosso), Vermentino (Bianco); solo per i vini con indicazione del vitigno può essere aggiunta l'eventuale indicazione delle sottodenominazioni geografiche
  - Riviera dei Fiori
    - Riviera Ligure di Ponente Pigato Riviera dei Fiori
    - Riviera Ligure di Ponente Vermentino Riviera dei Fiori

  - Albenga o Albenganese
    - Riviera Ligure di Ponente Pigato Albenganese
    - Riviera Ligure di Ponente Rossese Albenganese
    - Riviera Ligure di Ponente Vermentino Albenganese

  - Finale o Finalese
    - Riviera Ligure di Ponente Pigato Finalese
    - Riviera Ligure di Ponente Rossese Finalese
    - Riviera Ligure di Ponente Vermentino Finalese
    - Riviera Ligure di Ponente Pigato

  - Riviera Ligure di Ponente Rossese
  - Riviera Ligure di Ponente Vermentino
- Rossese di Dolceacqua o Dolceacqua
  - Rossese di Dolceacqua superiore
- Val Polcevera (Bianco nelle tipologie normale, Spumante, Frizzante e Passito; Rosato nelle tipologie normale e Frizzante; Rosso nelle tipologie normale, Frizzante e Novello); con indicazione del vitigno: Bianchetta Genovese (Bianco nelle tipologie normale e Frizzante); Vermentino (Bianco nelle tipologie normale e Frizzante); prodotto nella provincia di Genova; con l'eventuale indicazione della sottozona
  - Val Polcevera Coronata o Bianco di Coronata (Bianco) prodotto nel comune di Genova
- Pornassio o Ormeasco di Pornassio

### IGT
- Colline del Genovesato (Bianco nelle tipologie normale e Frizzante; Rosato nelle tipologie normale e Frizzante; Rosso nelle tipologie normale e Frizzante) prodotto nella provincia di Genova.
- Colline Savonesi (Bianco nelle tipologie normale, Frizzante e Passito; Rosato; Rosso nelle tipologie normale e Novello) prodotto nella provincia di Savona.
- Golfo dei Poeti o Golfo dei poeti La Spezia (Bianco nelle tipologie normale e Frizzante; Rosato; Rosso nelle tipologie normale, Frizzante e Novello; Passito) prodotto nella provincia di La Spezia.